# آرگونوت‌ها
آرگونوت‌ها (به یونانی: Αργοναύται) (Argonauts)در اسطوره‌های یونان، گروهی از پهلوانان که همراه با جیسون به وسیلهٔ آرگو در جستجوی پشم زرین سفر کردند. اسطورهٔ «یاسون» (جیسون) و «آرگونوت‌ها» از بزرگ‌ترین داستان‌های اساطیری با موضوع جست‌وجو است. این داستان به یاسون می‌پردازد که وارث تخت سلطنت «یولکوس» در شمال شرقی یونان بود. زمانی‌که یاسون کوچک بود، عمویش، «پلیاس» پادشاهی را غصب کرد و پدر یاسون، پادشاه «آیسون» را به زندان انداخت. مادر یاسون، «آلسیمیده» او را پنهانی خارج کرد و مراقبت از او را به «کیرون» کنتائور سپرد و او یاسون را تربیت کرد. زمانی‌که یاسون رشد کرده و بزرگ شد، به‌سراغ پلیاس رفت و پادشاهی را که حق او بود، طلب کرد. پلیاس گفت که او تنها زمانی می‌تواند پادشاه شود که به «کولخیس» رفته و پشم زرّین گران‌بها را از پادشاه «آئیتس» بدزدد و بیاورد.
به علت طائفه و محل سکونت جیسون آن‌ها اغلب با نام "Minyans" شناخته می‌شدند، اما بسیاری از آن‌ها از سایر نقاط یونان آمده بودند.
اورفئوس، هراکلس، هولاس، ملئاگروس، تلامون، پلئوس، تسئوس، کستور و پولوکس، آتالانته و آرگوس سازنده کشتی، دلاورترین افراد یونان بودند که با کشتی آرگو به همراه جیسون به دنبال یافتن پشم زرین رفتند.